# Sogerianthe sogerensis
Sogerianthe sogerensis är en tvåhjärtbladig växtart som först beskrevs av Spencer Le Marchant Moore, och fick sitt nu gällande namn av Danser. Sogerianthe sogerensis ingår i släktet Sogerianthe och familjen Loranthaceae. Inga underarter finns listade i Catalogue of Life.